# Dedekind-oneindige verzameling
In de verzamelingenleer, een deelgebied van de wiskunde, is een verzameling A Dedekind-oneindig als er een strikte  deelverzameling B van A bestaat, die gelijkmachtig aan A is. Expliciet betekent dit dat er een bijectieve functie van A op een strikte deelverzameling B van A bestaat. Men noemt een verzameling Dedekind-eindig als deze niet Dedekind-oneindig is.

## Vergelijking met de gebruikelijke definitie van een oneindige verzameling
Deze definitie van een "oneindige verzameling" kan worden vergeleken met de gebruikelijke definitie: een verzameling A is oneindig, wanneer er geen  
bijectie tussen A en een eindig ordinaalgetal bestaat. Een eindig ordinaalgetal is een verzameling van de vorm {0,1,2,...,n-1}, waar n een natuurlijk getal is. 
In de tweede helft van de 19e eeuw namen de meeste wiskundigen eenvoudigweg aan dat een verzameling dan en slechts dan oneindig was als de verzameling Dedekind-oneindig was. Deze gelijkwaardigheid kan echter niet worden bewezen met de axioma's van de Zermelo-Fraenkel-verzamelingenleer zonder het keuzeaxioma (AC) (meestal aangeduid als de "ZF"). De volledige kracht van het keuzeaxioma is niet nodig om de gelijkwaardigheid te bewijzen; in feite is de gelijkwaardigheid van de twee definities strikt genomen zwakker dan het axioma van aftelbare keuze.